# Loving (2016)
Loving is een Brits-Amerikaanse biografische film uit 2016, geschreven en geregisseerd door Jeff Nichols. De film ging op 16 mei in première op het filmfestival van Cannes in de competitie voor de Gouden Palm. De film is gebaseerd op een waargebeurd verhaal dat tot gevolg had dat in 1967 een nieuw arrest werd gepubliceerd Loving v. Virginia (388 U.S. 1) door het Hooggerechtshof van de Verenigde Staten die het verbod op interraciale huwelijken ophief.

## Verhaal
Virginia, 1958, een koppel komt in de problemen nadat ze trouwen. Ze worden zelfs gearresteerd en veroordeeld tot een jaar gevangenisstraf. De enige reden van deze veroordeling is dat Richard (Joel Edgerton) een blanke man is en Mildred (Ruth Negga) een zwarte vrouw. Hun straf vervalt wanneer ze de staat Virginia verlaten.

## Rolverdeling
| Acteur          | Personage      |
| --------------- | -------------- |
| Joel Edgerton   | Richard Loving |
| Ruth Negga      | Mildred Loving |
| Michael Shannon | Grey Villet    |
| Nick Kroll      | Bernie Cohen   |
| Marton Csokas   | Sheriff Brooks |
| Bill Camp       | Frank Beazley  |